# Agglomeratie Gander
De Agglomeratie Gander (Engels: Gander Census Agglomeration) is een agglomeratie op het Canadese eiland Newfoundland. Het gebied telt 13.414 inwoners (2021) en bestaat uit de gemeenten Gander, Glenwood, Appleton en hun ommeland.

## Geografie
De Agglomeratie Gander bevindt zich bij Gander Lake, een groot meer in het oosten van Newfoundland. De bewoning is gesitueerd langs de noordzijde van dat meer en heeft de gemeente Gander als hoofdplaats.
De census agglomeration bestaat niet uit een aaneengeschakeld gebied, maar uit drie in elkaars relatieve nabijheid gelegen bewoningskernen. De aaneengegroeide plaatsen Glenwood en Appleton, die 15 km ten westen van Gander liggen, vormen een van die kernen. Daarnaast maakt ook het dorp Benton, dat ruim 10 km ten oosten van Gander International Airport ligt, deel uit van de agglomeratie.
Een handvol huishoudens woont in het enorme ongeorganiseerde gedeelte van Division No. 6, Subdivision E (kortweg "Unorganized CSD 6E"). Hierdoor wordt de bevolkingsdichtheid naar beneden toe vertekend.

## Demografie

### Demografische evolutie
Agglomeratie Gander
| Jaar | Bevolking | Verschil |
| ---- | --------- | -------- |
| 2001 | 11.254    | –        |
| 2006 | 11.621    | +3,3%    |
| 2011 | 12.683    | +9,1%    |
| 2016 | 13.234    | +4,3%    |
| 2021 | 13.414    | +1,4%    |

### Demografische evolutie per plaats
| Gemeente of stad | 2011   | 2021   | 2011–2021 |  | Inw./km² (2021) |
| ---------------- | ------ | ------ | --------- |  | --------------- |
| Gander           | 11.054 | 11.880 | +7,5%     |  | 113,7           |
| Glenwood         | 791    | 739    | -6,6%     |  | 104,4           |
| Appleton         | 622    | 620    | -0,3%     |  | 97,9            |
| Benton           | 171    | 145    | -15,2%    |  | 30,4            |

### Taal
In 2021 had 97,5% van de inwoners van de Agglomeratie Gander het Engels als moedertaal; vrijwel alle anderen waren de taal machtig. Hoewel slechts 95 mensen (0,7%) het Frans als (al dan niet gedeelde) moedertaal hadden, waren er 900 mensen die die andere Canadese landstaal konden spreken (6,8%). De op twee na meest gekende taal was het Arabisch met zo’n 90 personen die die taal machtig waren (0,7%).